# NOW (Jade Warrior)
NOW is een muziekalbum van de Britse band Jade Warrior.
Het album verscheen na vijftien jaar stilte rond de band. In Field en Havard heeft het twee oprichters van de band in de gelederen. Voor de muziek maakt het niet uit: deze bestaat nog steeds uit dromerige melodielijnen, afgewisseld door rock. Er is een hele lijst aan gastmusici.

## Musici
- Jon Field – dwarsfluit, percussie, toetsen
- Glyn Havard – zang, gitaar
- Dave Sturt – basgitaar, percussie en toetsen

## Gastmusici
- Tim Stone – gitaar
- Theo Travis - saxofoon
- Chris Ingham – piano
- Jeff Davenport – slagwerk
- Lottie Field – blaasinstrumenten
- Sam Ryde – piano
- Carol Billingham – zang
- Gowan Turnbull – saxofoon en contrabasklarinet
- Brain Imig – remiclud

## Composities
Allen van Jade Warrior, behalve waar aangegeven
1. Fool and his bride (7:36)
2. Journey (5:52) (JW + Colin Henson)
3. Lost boys (7:05)
4. Tail trees (3:56)
5. Floating moon (2:18)
6. 3am meltdown (4:21)
7. True love (5:47) (JW + Tim Stone)
8. Talisman (3:05)
9. Screaming dreams (4:54)
10. Everything must pass (6:04)